# Ariadna kibonotensis
Ariadna kibonotensis là một loài nhện trong họ Segestriidae.
Loài này thuộc chi Ariadna. Ariadna kibonotensis được Albert Tullgren miêu tả năm 1910.